# Torontálújfalu
Torontálújfalu (szerbül Марковићево / Markovićevo) falu Szerbiában, a Vajdaságban, a Dél-bánsági körzetben, Zichyfalva községben.

## Fekvése
Zichyfalvától északra, a román határon fekszik.

## Története
Borovszky Samu szerint: „Torontálújfalu, azelőtt csak Újfalu, a Berzava-csatorna mentén fekvő kisközség. Házainak száma 102, lakosaié 757, akik magyarok és németajkúak s leginkább római katolikus vallásúak. Postája Ólécz, távírója Istvánvölgy, és vasúti állomása Szécsenfalva. Eredeti neve Krivobara volt. 1783-89-ig kincstári puszta, melyet marhakereskedők bírtak bérben. Később a báró Bedekovich család birtokába került és az övé volt 1860-ig. 1880-ban a Gyertyánffy család szerzett itt birtokokat és most is Gyertyánffy László dr. a legnagyobb birtokosa. 1848-ban a szerbek az egész helységet felperzselték. A lakosok elmenekültek s csak 1850 után kezdett a helység ismét felépülni. Jelenlegi nevét 1888-ban nyerte. A községhez tartozik Gergely-puszta, (azelőtt Gyertyánffy-tanya).”

## Népesség

### Demográfiai változások
| 1948 | 1953 | 1961 | 1971 | 1981 | 1991 | 2002 | 2011 |
| ---- | ---- | ---- | ---- | ---- | ---- | ---- | ---- |
| 617  | 605  | 505  | 420  | 310  | 239  | 216  | 160  |